# Dorcasomus mirabilis
Dorcasomus mirabilis là một loài bọ cánh cứng trong họ Cerambycidae.